# Jonglering
Jonglering er en form for objektmanipulation, hvor en artist, kaldet en jonglør, bevidst designer objekters rejse i rummet for derigennem at opnå eller udtrykke noget (fx kunstnerisk, sværhedsmæssigt, meditativt, kropsligt, en komisk effekt, etc.) Dette gøres som oftest ved hjælp af kast, men det kan også være bounces eller rul på gulv, krop eller et andet objekt. De mest almindelige objekter, der bruges til jonglering er bolde, ringe eller kegler. Mange lægfolk mener, at det kun kan kaldes jonglering, hvis der er flere objekter end hænder, men de fleste moderne jonglører vil nok ikke erklære sig enige i det. Så længe der er tale om objektmanipulation, som ikke har noget praktisk formål, så er der tale om jonglering.
Jonglering er som regel et fast indslag i nutidens cirkusforestillinger, men har desuden forgrenet sig i utallige retninger.

## Hverdagens jonglører
Jonglering handler om at præsentere overlegen virtuositet på en elegant måde, så det for beskueren ser legende let ud, selv om det er hundesvært, hvis man altså ikke er virtuos og har øvet sig flittigt. Har man været længe i et fag, eller beskæftiget sig flittigt med en hobby, der kræver behændighed, vil man ofte opnå virtuos overlegenhed. Som eksempler kan f.eks. nævnes en kok, der vender en omelet i luften, en tjener, der hælder vin op, en kortspiller, der blander kort, en fodboldspiller, der jonglerer i lang tid med en fodbold alene med sit ene ben, mens han står på det andet, en badmintonspiller, der nonchalent samler fjerbolden op med sin ketcher osv. osv..